# Víria Acte
Víria Acte va nàixer probablement a la Valentia romana on transcorregué la seua vida. Va néixer l'any 90 i morí durant el transcurs del segle ii. Era d'origen social incert, malgrat que se sap que el nom d'Acte era freqüent entre les esclaves, i la manca de filiació per identificar-se familiarment, indica que, probablement, fou de procedència servil i posteriorment lliberta.
A Víria Acte la coneixem per tres inscripcions trobades a València i que estan datades en el temps dels emperadors de les dinasties Flavia o Antonina.
Descrita com a persona rica, la seua reputació va estar relacionada amb els negocis industrials o comercials, i podia ser la propietària d'un taller on es fabricaven arres, làpides i estàtues. Aquest era un negoci molt pròsper, ja que tots els estaments socials, principalment els superiors, desitjaven deixar memòria de la seua existència i dels seus actes en estàtues i làpides que s'exhibien als principals emplaçaments urbans.
Una estàtua de la mateixa Víria Acte erigida per Ampliato, Calirroe i els esclaus alliberats del seu taller es trobava en el fòrum de la ciutat, la qual cosa indica el prestigi social que havia adquirit, ja que era necessari el permís del Senat local per a erigir una estàtua en un espai públic com aquest. A més a més, altres estàtues erigides en homenatge a Víria per alguns influents conciutadans, fan pensar en l'elevada posició social que va aconseguir.
El fet que fóra una dona empresària tampoc era massa habitual en un temps on el patrimoni femení provenia ordinàriament de la dot i de l'herència de propietats agrícoles.
Se sap també que juntament amb el seu espòs Crescens va dur a terme en Valentia una obra monumental, que potser fou la restauració del temple de Mart August que havia sigut destruït. Aquest acte propi de la classe aristocràtica parla de la seua generositat, de la seua solidesa econòmica i de la consolidació de la seua reputació entre la població local.
Aquests fets, és a dir, la gestió i la utilització autònoma del seu patrimoni són, en suma, exponents de la major llibertat de moviments que va suposar per a les dones la relaxació de l'obligada tutela masculina a partir de la legislació d'August, que va permetre a dones com Víria mantenir empreses i negocis propis i desenvolupar tasques públiques exemplars, els vestigis de les quals han arribat fins als nostres dies.